# Polyrhythm (Perfume單曲)
「ポリリズム」（Polyrhythm）是日本流行電音組合Perfume第五張單曲。於2007年9月12日發行。唱片公司為Tokuma Japan Communications。

## 解説
- 「ポリリズム」是NHK公共廣告機構2007年度共同宣傳活動的廣告歌，由中田康貴製作，透過描寫男女之間的戀愛關係， 表達資源再利用和保護地球環境的雙重含義。
- 单曲第一次同时发售初回限定盘（CD+DVD，当时名为“限定盘”）和通常盘（CD）双版本。
- 歌曲名為「ポリリズム」，意思即是「多旋律」，在音樂用語上是指將不同的旋律重曡在一起的手法，在這首歌的間奏部份就有使用到這種手法。據說，中田康貴在之前就一直希望以「ポリリズム」這個標題製作一首歌曲。同時，作為環保宣傳活動的歌曲，「ポリリズム」這個歌名同時跟塑膠瓶中的物料聚對苯二甲酸乙二酯（Polyethylene terephthalate）裡面「Poly」一字有關係。此外，在廣告和在CD上的副歌部份，歌詞有一小部份的不相同。
- 在「ポリリズム」的PV裡，運用了大量CG製作地球和植物等，表現了對環境保護的訴求。
- B面曲「SEVENTH HEAVEN」，歌名是指在猶太教中天堂的最高等級。在副歌的開首部份，使用了當年的流行用語「どんだけ」。
- 在Perfume推出的主流單曲中，本作首次收錄了歌曲的純音樂版本，同時也收錄了「ポリリズム」剪去間奏部份的較短版本。
- 單曲取得了ORICON公信榜單曲榜日榜第四位，週榜第七位，是Perfume首次有單曲打入公信榜頭十名位置。
- 翌年2008年的NHK紅白歌合戰，Perfume以這首歌曲首次登場。
- 迪士尼・皮克斯電影《汽車總動員2》中，將使用「ポリリズム」作為劇中插曲。皮克斯表示，電影情節中有一段發生於日本，為了表現夜生活的熱鬧，導演約翰·拉薩特決定使用一首日本流行歌曲作為插曲，剛好有一位皮克斯工作人員是Perfume的歌迷，遂向導演推薦「ポリリズム」，導演將本曲配上毛片中東京街頭霓虹燈閃爍的畫面，覺得十分吻合，當下便決定採用本曲。而本曲也將收錄於該電影之原聲帶CD當中[1]。

## 收錄曲

### CD
| 曲序     | 曲目                                                                                  | 时长  |
| -------- | ------------------------------------------------------------------------------------- | ----- |
| 1.       | ポリリズム（NHK・AC 2007年環保宣傳活動廣告歌、迪士尼・皮克斯電影《汽車總動員2》插曲） | 4:10  |
| 2.       | SEVENTH HEAVEN（RKB毎日放送 ｢九州青春銀行｣ 片尾曲）                                   | 4:45  |
| 3.       | ポリリズム -extra short edit-                                                         | 3:40  |
| 4.       | ポリリズム～Original Instrumental～                                                   | 4:10  |
| 5.       | SEVENTH HEAVEN ～Original Instrumental～                                              | 4:45  |
| 总时长： | 总时长：                                                                              | 25:32 |

### DVD（初回限定盘）
1. ポリリズム (Video Clip)

## 外部連結
- YouTube上的Official Music Video：Perfume 「ポリリズム」